# Tobias van Dieken

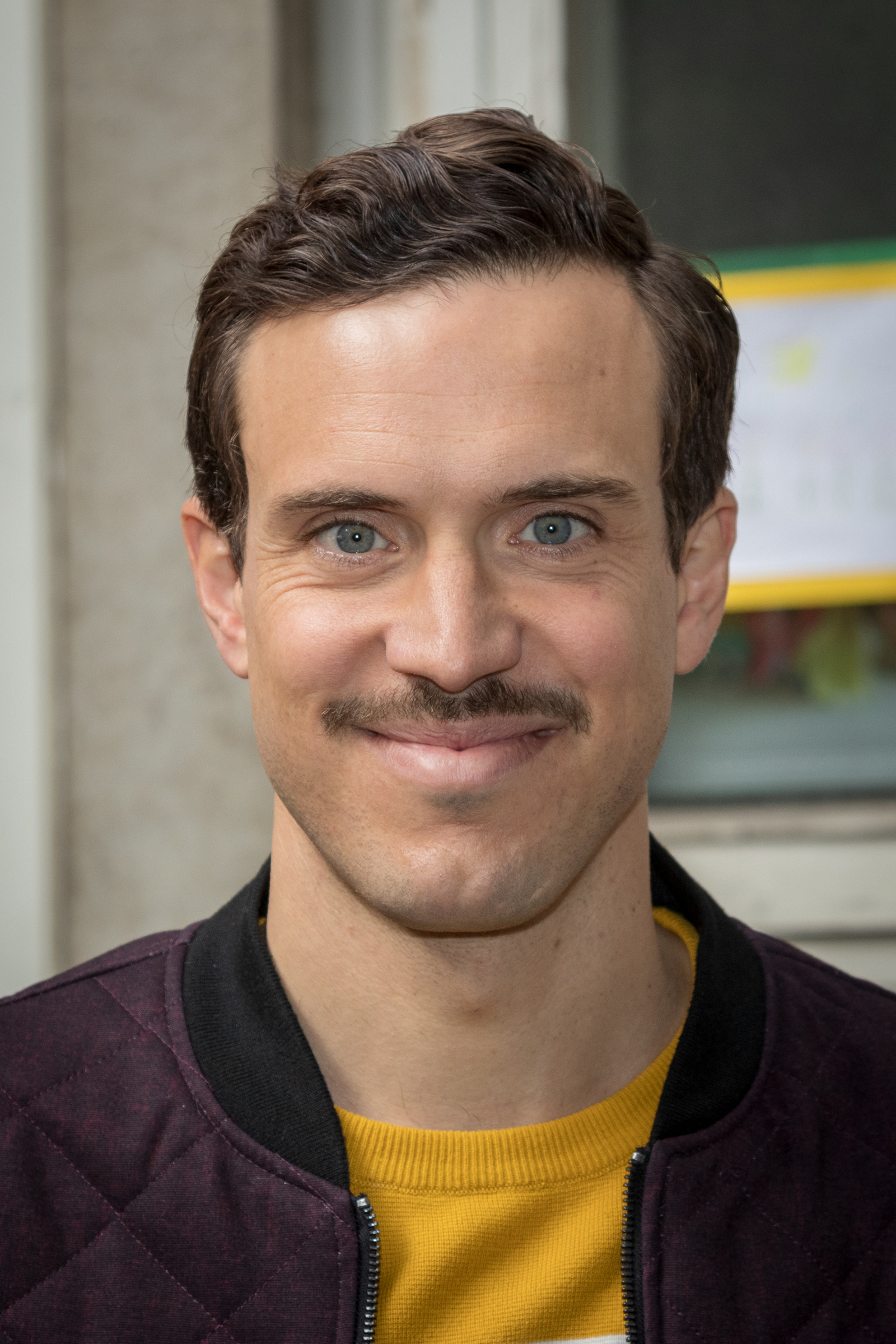
Tobias van Dieken bei Dreharbeiten zu „Väter – allein zu Haus“ (2018)

Tobias van Dieken (* 1980 in Bonn) ist ein deutscher Schauspieler auf der Theaterbühne und im Fernsehen.

## Leben
Tobias van Dieken wuchs in Nordrhein-Westfalen auf. Seine Schauspielausbildung erhielt er von 2000 bis 2004 an der renommierten Otto-Falckenberg-Schule in München.
Danach führten ihn verschiedene Engagements auf deutsche Theaterbühnen, u. a. an das Schauspielhaus Wuppertal und das Theater Bonn. Seit 2003 ist van Dieken Ensemblemitglied des Münchner Volkstheaters.
Neben seiner Bühnentätigkeit ist van Dieken auch im Fernsehen und auf der Leinwand zu sehen. Im Fernsehen war er 2005 bis 2006 in der Comedyserie Arme Millionäre in der Rolle des Christoph Münzberger bei RTL zu sehen. Auch war er 2010 gelegentlicher Gast in mehreren Folgen der ARD-Klinikserie In aller Freundschaft als lebensfroher Medizinstudent Ferdinand Frey. 2012 war van Dieken neben Mira Bartuschek und Peter Bongartz als Kommissar in der ARD-Serie Heiter bis tödlich: Fuchs und Gans zu sehen.

## Theater (Auswahl)
- 1999: Alles Gute / Koka, weißes Gold – Theater der Jugend Bonn
- 2002: Duetto – Schauspielhaus Wuppertal
- 2003: Spitze Vögel – Pathos Transport Theater München
- 2004: La Passion Selon Sade – Theater Bonn

Münchner Volkstheater (2003–heute)
- Lulu
- Fegefeuer in Ingolstadt
- Woyzeck
- Viel Lärm um nichts
- Peer Gynt
- Brandner Kaspar und das ewig' Leben
- Der Brandner in Oberammergau
- Die Dreigroschenoper

## Filmografie (Auswahl)

### Fernsehen
- 2005: Schulmädchen
- 2006: Kommissarin Lucas – Das Verhör
- 2005–2006: Arme Millionäre
- 2007: Alles außer Sex
- 2007: Inga Lindström – Ein Wochenende in Söderholm
- 2007: Das Gelübde
- 2009–2010: 4 Singles
- 2010: In aller Freundschaft
- 2011: Danni Lowinski
- 2011: Polizeiruf 110 – Cassandras Warnung
- 2012: Die Rosenheim-Cops – Jagd auf Watzmann
- 2012: Heiter bis tödlich: Hubert und Staller – Finger im Brot
- 2012–2013: Heiter bis tödlich: Fuchs und Gans
- 2013: Paradies 505. Ein Niederbayernkrimi
- 2014–2015: Kaiser! König! Karl! (Fernsehserie)
- 2016: Die Büffel sind los! (Fernsehfilm)
- 2016: Endstation Glück
- 2017: Heldt – Besuch aus dem Jenseits
- 2018: Die Rosenheim-Cops – Tödliche Rochade
- 2018: Der Lehrer – Okay, jetzt muss er weg!
- 2018: In aller Freundschaft – Die jungen Ärzte – Drum prüfe sich …
- 2018: Sankt Maik
- 2018: Inga Lindström – Die andere Tochter
- 2018: Rosamunde Pilcher – Wo dein Herz wohnt
- 2018–2019: Weingut Wader (Fernsehreihe)
- 2019: Das Traumschiff – Japan
- 2019: Die Läusemutter
- 2019: Väter allein zu Haus: Gerd (Fernseh-Minireihe, Film 1)
- 2019: Väter allein zu Haus: Mark (Film 2)
- 2020: SOKO Stuttgart: Heilers Tod
- 2020: SOKO München: Auf der Hut
- 2021: In aller Freundschaft – Im Dienst des Feindes
- 2021: Väter allein zu Haus: Timo (Film 3)
- 2021: Väter allein zu Haus: Andreas (Film 4)
- 2021: Watzmann ermittelt: Kristalle glänzen ewig
- 2021: Inga Lindström – Wilde Zeiten
- 2022–2023: Bettys Diagnose
- 2022: SOKO Köln: Erlösung
- 2022: Rosamunde Pilcher – Liebe ist unberechenbar
- 2023: Hotel Mondial
- 2023: SOKO Leipzig: Menage-a-trois
- 2023: Familie Anders: Willkommen im Nest
- 2023: Familie Anders: Zwei sind einer zu viel
- 2024: Der Staatsanwalt – Tod eines Rebellen
- 2024: Wilsberg – Ein Detektiv und Gentleman
- 2024: Tatort: Unter Gärtnern
- 2024: Letzte Spur Berlin – Die Jäger
- 2024: Familie Anders: Die rosarote Brille
- 2024: Familie Anders: Mann Nummer 1
- 2024: Die Pfefferkörner – Das Geisterhaus
- 2025: Zimmer im Grünen – Herzenswege
- 2025: WaPo Duisburg – Die Postkarte

### Kino
- 2004: Sommersturm
- 2004: Männer wie wir
- 2004: Allein
- 2006: Abseits
- 2009: 13 Semester
- 2012: Sams im Glück
- 2021: Das Schwarze Quadrat
- 2025: Das Kanu des Manitu